# Casa La scala
Casa La scala (detta anche Villa Bloc) a San Felice del Benaco, in località Portese del Garda (provincia di Brescia), è una villa costruita dal 1956 al 1958 su progetto di Vittoriano Viganò per l'artista francese André Bloc.

## Storia
Verso la seconda metà degli anni cinquanta Vittoriano Viganò sviluppò il progetto di una dimora situata nelle sponde occidentali del lago di Garda per l'amico André Bloc, editore, scultore e architetto francese che aveva fondato nel 1930 la rivista L'Architecture d'Aujourd'hui, alla quale Viganò collaborava all'epoca con alcuni articoli.
La residenza, situata poco fuori del piccolo borgo di Portese nel comune di San Felice del Benaco, prende il nome "La scala" per la lunga scalinata che porta dalla villa alla riva del lago per un ripido e scosceso declivio fino a un piccolo pontile adibito all'attracco di piccole imbarcazioni.

## Descrizione
La villa sorge isolata su una terrazza naturale sul lago di Garda, circondata da vigneti e uliveti.
La struttura principale della villa è formata da due piastre trapezoidali in cemento armato, una per la base e una per la copertura piana. La base non è appoggiata a terra, ma sostenuta a sbalzo sul promontorio da una trave centrale in cemento armato, a sua volta sostenuta da pilastri in acciaio. La casa è in tal modo proiettata a sbalzo sul lago per oltre metà della propria superficie, ricordando le opere di Frank Lloyd Wright, come la Casa sulla cascata.
Le fondamenta poggiano su di un piccolo altopiano leggermente in pendenza dove, grazie a dei pilotis, si è ottenuto un piano calpestabile, raggiungibile dal prospetto nord con una scala e dal prospetto est con una larga gradinata che immette anche sul giardino adiacente.
Caratteristico dell'edificio è l'utilizzo per le pareti perimetrali di grandi vetrate scorrevoli continue con telai metallici, che conferiscono una sensazione di spazio, di luce dalle ampie verande e l'impressione di essere a bordo di una nave da crociera da cui osservare le acque sottostanti del lago. Le vetrate sono oscurate da tende veneziane.
Al piano terra solo la cucina, il bagno e la camera degli ospiti sono separate da setti murari, che forniscono sostegno alla copertura. La rimanente parte della superficie è occupata da un'ampia zona giorno affacciata a est, sud e ovest e da un vano minore adibito a camera da letto, affacciato a est sul lago.
Al di sotto della sporgenza trovano posto lo studio dell'artista, una veranda e una terrazza.
La villa è collegata al lago da una lunga scalinata, che si sviluppa attorno a una grande trave in cemento a un'altezza di circa 40 metri, nella quale sono infissi cento gradini, realizzati in lamiera di acciaio come il parapetto.